# Göteborgs IK (handbollsklubb)
Göteborgs IK (GIK) var en idrottsklubb i Göteborg, grundad 26 oktober 1926. Klubben bedrev främst handboll och spelade sammanlagt fyra säsonger i handbollsallsvenskan. Hemmamatcherna spelades i Mässhallen.

## Historia
GIK hade från starten 45 medlemmar, och dess första representationslag i handboll sattes upp 1927. Man började spela i Göteborgsserien, men avancerade till allsvenskan 1936 och spelade där till 1938. Laget 1936, då man vann DM och flyttades upp i allsvenskan, bestod av Allan Palmblad, Georg Sörensen, Walter Bjärteå, Stig "Pricken" Pettersson, Bertil Johansson, Gunnar Antonsson, Gunnar Johansson, Henning "Peggy" Karlsson, Arne Johansson, David Hermansson, Stig Pettersson och Lars Olsson. 1936/1937 spelade klubben i allsvenskan och klarade sig kvar till 1937/1938 men då kom laget sist  och degraderades till division II.
Bröderna Gunnar "Bagarn" Johansson och Bertil "Bats" Johansson fick spela två utomhuslandskamper för Sverige 1937. Först mot Danmark i Köpenhamn där Sverige vann med 8-4 och sedan mot Tyskland i Göteborg där Sverige förlorade med 6-21.
Lagledare var Bror Hedlund 1927–1939, Georg Sörensen 1939–1943 och Erik Ivarsson 1943–?.
1938–1940 spelade man i division 2 Västsvenska. 1940/1941 var laget åter i allsvenskan, men kom näst sist och fick återvända till Västsvenska serien 1941 till 1944. 1944 till 1947 spelade man i division 2 Västra men flyttades ner 1947 och fick börja om i Göteborgsserien. Man spelade sen i division tre som man vann 1952. Klubben hade då 53 medlemmar. Klubben spelade sedan i division II västra och under säsongen 1966/1967 spelade Göteborgs IK för sista gången i handbollsallsvenskan. Man hade då bland andra Kent Grek, Jan Bernhardtz, Nils Wirén och Alf "Parveln" Johansson i laget. Klubben slogs säsongen efter, 1967/1968, ihop med Wasaiterna och blev GIK Wasaiterna.

## Meriter
- Distriktsmästare Göteborg 1936
- Fyra säsonger i Allsvenskan (1936/1937, 1937/1938, 1940/1941 och 1966/1967)